# Ločki Vrh (gmina Destrnik)
Ločki Vrh – wieś w Słowenii, w gminie Destrnik. W 2018 roku liczyła 159 mieszkańców.